# Crocus rujanensis
Crocus rujanensis là một loài thực vật có hoa trong họ Diên vĩ. Loài này được Randjel. & D.A.Hill miêu tả khoa học đầu tiên năm 1990.